# Bloons (serie di videogiochi)
Bloons è una serie di videogiochi prodotta dalla compagnia Neozelandese Ninja Kiwi.
I protagonisti sono scimmie antropomorfe (camminano in maniera eretta, indossano indumenti e costruiscono utensili) il cui obiettivo è quello di far scoppiare più palloncini (Bloons) possibile utilizzando le armi a loro disposizione.
Alcuni titoli della serie sono di tipo Tower Defence e sono chiamati appunto: Bloons TD. 
Molti giochi Bloons sono presenti online tramite piattaforma di Adobe Flash Player, altri invece sono disponibili sull'App Store e Google Play di Ninja Kiwi.

## Sviluppo
Il primo gioco della serie di Bloons venne creato nel 2007 dai fratelli neozelandesi Stephen e Chris Harris; Prima di lavorare sulla saga di Bloons, la coppia aveva da poco creato il gioco di Cash Sprint, si trattava di un simulatore di guida che includeva premi settimanali in denaro.
Dopo il successo di Cash Sprint (il progetto venne abbandonato dopo 14 settimane) i giovani tentarono vanamente di creare il proprio portale web per i giochi flash. Nonostante ciò non riuscirono a ottenere i permessi necessari e successivamente lanciarono in rete il sito Ninjakiwi.com mettendo a disposizione cinque giochi da loro sviluppati; L'esito positivositivo convinse i ragazzi a lavorare sulla futura serie Bloons.
Inizialmente l'idea base per il futuro "Gioco delle Scimmie" è stata per mano della moglie di Stephen Harris, quando suo marito gli chiese un parere su che cosa ci sarebbe voluto per rendere divertente un nuovo gioco, così ella ha portato Stephen alla bancarella delle freccette e palloncini durante il Carnival Games.
Merito ad un rapido sviluppo per la prima versione del gioco, il suo rilascio ufficiale avvenne nell'aprile del 2007, dopo essere stato pubblicato sul sito di Digg l'affluenza al titolo raggiunse ben presto la cifra di circa 100.000 giocatori al giorno.
Nel 2011 Bloons è stato giocato per più di 3 bilioni di volte.

## La serie

### Bloons
La serie Bloons è il raggruppamento principale dei giochi con il nome "Bloons"
L'obiettivo principale del giocatore è quello di eliminare tutti i Bloons (simili ai palloncini) sullo schermo, utilizzando un numero prestabilito di freccette.
Il giocatore può regolare a suo piacimento: la potenza di tiro, la mira e altri fattori che implicano il lancio di freccette; Dopo aver fatto scoppiare tutti i Bloons sullo schermo (o superato una percentuale indicata) si può procedere verso il livello successivo, in caso contrario ("try again") il giocatore dovrà rifare il livello, inoltre è possibile creare o accedere ai livelli conecpiti dagli altri giocatori tramite l'opzione di "player pack".

#### Gameplay
I livelli della serie sono allestiti con un layout differente a seconda della loro difficoltà; Per ciascun livello il giocatore con un numero limitato di freccette a sua disposizione dovrà far scoppiare il maggior numero di Bloon indicati sullo schermo, minore è il numero di freccette utilizzate e migliore sarà il suo punteggio finale. 
Alcuni Bloons offrono la possibilità di sbloccare power-up che potenzieranno per un breve periodo di tempo i dardi del giocatore, essi possono essere di tipo vantaggioso oppure ostacolanti, come ad esempio:
- 3 lanci di dardi da sparare contemporaneamente.

- Effetto esplosione area, ovvero la freccetta al contatto con i Bloons innesca un'esplosione al pari una bomba.
- Congelamento Bloons, iberna tutti i bloons nel raggio del palloncino colpito, in questo modo le freccette del giocatore non sono più in grado di far scoppiare i palloncini congelati.

Nei successivi sequel, furono introdotti nuovi Bloons e livelli.

#### Giochi della serie
- Bloons
- More Bloons
- Even More Bloons[11]
- Bloons Insanity
- Bloons Junior
- Bloons 2
- Bloons 2 Christmas Pack
- Bloons 2 Spring Fling
- Bloons Player Pack 1
- Bloons Player Pack  2
- Bloons Player Pack  3
- Bloons Player Pack  4
- Bloons Player Pack  5
- Bloons Pop 3

### Bloons Tower Defence (TD)
L'obiettivo principale della serie Bloons Tower Defense (TD) è quello di impedire al Bloons che si muovono in fila indiana all'interno della mappa di raggiungere la fine del percorso di gioco.
il giocatore ha vari tipi di torri a sua disposizione per difendersi dai Bloons, tra cui: 
- Dart Monkey (Scimmia Freccetta)

- Tack Shooter (Spara Puntine)

- Ice Tower (Torre Ghiaccio)

- Cannon (Cannone)

- Super Monkey. (Super Scimmia)

Nelle successive versione vennero aggiunte nuove torri come: 
- Boomerang Monkey (Scimmia Boomerang),
- Sniper Monkey (Scimmia Cecchino)
- Ninja Monkey (Scimmia Ninja)

Prima di posizionare le torri ai bordi del tracciato è necessario acquistarle con il denaro del gioco che è possibile ottenerlo tramite l'eliminazione dei nemici o con specifici potenziamenti delle torri.

#### Gameplay
Le proprietà dei nemici variano a seconda della loro colorazione, i Bloons più deboli sono di colore rosso (Red Bloons), altri invece dotati di maggior pericolosità una volta fatti scoppiare al loro interno rilasciano altri Bloons meno potenti a mo' di matrioska.
Ad esempio: il Bloon Giallo contiene al suo interno il Bloon Verde, il quale racchiude un Bloon Blu, che a sua volta contiene un Bloon Rosso. A seconda del livello di gioco, il giocatore può vantare un certo numero di "vite" disponibili; più i bloons che attraversano il traguardo sono potenti e più vite vengono consumate.
Tuttavia alcuni Bloons possiedono alcune peculiarità, e queste sono:
- Di piombo sono immuni agli attacchi di tipo tagliente (freccette).
- Di color nero sono immuni agli attacchi esplosivi (cannoni, bombe).
- Di color bianco invece sono immuni al ghiaccio
- Di foggia camuffata sono in grado di eludere le torri prive di una copertura radar o non equipaggiate con potenziamenti idonei.
- Di tipo rigenerante, questi Bloons se non vengono fatti scoppiare in fretta sono in grado di ritornare alla forma iniziale, si distinguono facilmente dagli altri palloncini per la loro tipica forma a cuore.[13]

A giugno del 2017 sono presenti 101 tipi di Bloons.
Nel gioco sono presenti alcuni bloons speciali dalla mole massiccia, e questi sono:
- I classe "MOAB" "Massive Ornary Air Blimp" ("Dirigibili dalla massa ordinaria") o "Mother Of All Bloons" ("Madre di tutti i Bloons") per forma ricordano i dirigibili, essi sono di colore blu con dettagli bianchi.[14]
- I "BFB" "Brutal Floating Behemoth" sono dirigibili di color rosso e al suo interno sono presenti 4 MOAB.[15]
- Gli ZOMG "Zeppelin Of Mighty Gargantuanness". sono enormi dirigibili che nel corso degli anni ha subito diverse varianti , la versione nera con dettagli verdi fece la sua comparsa in Bloons TD5, all'interno dello ZOMG sono presenti 4 BFB, una caratteristica che lo distingue dagli altri dirigibili è la presenza di un enorme teschio nella parte centrale del velivolo.[16]

### Bloons Super Monkey
L'obiettivo di Bloons Super Monkey è quello di ottenere almeno il trofeo di bronzo o graduatorie migliori per passare ogni livello, in totale sono 20. 
Il giocatore deve spostare la super scimmia per eliminare il maggior numero di Bloons presenti sullo schermo ed ottenere un maggior punteggio, assieme ai Bloons sono presenti dei premi chiamati: Power Blops, essi danno la possibilità al giocatore di acquistare alcuni potenziamenti per aumentare le doti della protagonista.
Il gioco termina quando il giocatore non ottiene il punteggio indicato ad inizio partita.

#### Giochi della serie
- Bloons Super Monkey
- Bloons Super Monkey 2

### Bloons Monkey City
Bloons Monkey City è un gioco gestionale che offre al giocatore la possibilità di creare il proprio "Villaggio delle scimmie".
Per espandere le mura della città è necessario "catturare" dei lotti di terra adiacenti al perimetro originale, quando si ha intenzione di conquistare del nuovo territorio è necessario completare dei livelli di tipo Tower Defence, il numero delle torri che il giocatore può costruire durante una sessione variano a seconda delle strutture dedicate presenti nel villaggio.
Alcuni edifici richiedono la costruzione in località specifiche (mare, montagne, vulcani). 
Per costruire nuovi edifici è necessario il denaro che può essere ottenuto tramite piantagioni di banane o come premio, per "accelerare" la realizzazione delle strutture in fase di costruzione si possono utilizzare le gemme. 
Per creare l'energia che serve a mantenere in funzione tutte le strutture del villaggio è necessario costruire mulini a vento o mulini ad acqua.

## Giochi spin-off
- Hot Air Bloon è un gioco Platform nel quale il giocatore deve raccogliere il maggior numero di Bloons senza toccare gli ostacoli presenti nella schermata.[21]

- Who Wants To Be A Bloonionaire (in Italiano: Chi vuol essere Bloonionario) è un gioco a quiz dove il giocatore deve rispondere correttamente a dieci domande con l'ausilio di due suggerimenti, dal nome si può intuire che si tratta di una citazione dal gioco di Chi vuol essere Milionario?, il premio per coloro che danno tutte le risposte giuste è un trailer di Bloons TD 5.[22]

## Accoglienza

### Critica
Il gioco di Bloons TD per iPhone ha riportato un voto favorevole sul sito internet di CNET che lo descrisse come: "Ha quasi tutto del classico gioco basato sulla benvoluta tecnologia Web" (Nearly everything from the beloved Web-based classic), inoltre l'articolo parla negativamente sui controlli del videogioco che, secondo una loro affermazione sono ritenuti un po' troppo "pignoli", ma nel complesso l'impressione è positiva, descrivendolo come titolo ideale per attirare i bambini più piccoli al mondo dei Tower Defence.